# Lomonossov (ville)
Pour les articles homonymes, voir Lomonossov (homonymie).
Lomonossov (en russe : Ломоносов), anciennement Oranienbaum (en russe : Ораниенба́ум), est une ville russe située à 31 kilomètres à l'ouest de Saint-Pétersbourg. Autrefois située dans l'oblast de Léningrad, elle fait partie, depuis 1991, de l'agglomération de Saint-Pétersbourg, dans le district de Petrodvorets. 
Sans en faire partie, elle est le centre administratif du raïon de Lomonossov.

## Histoire
Le nom original de la ville est Oranienbaum, qui signifie oranger en allemand. En 1948, elle a été rebaptisée Lomonossov, nom qui honore le scientifique et poète Mikhaïl Lomonossov.
La ville abrite un parc et un palais propriété à l'origine d'Alexandre Danilovitch Menchikov, le seul qui n'ait pas été saisi par les Allemands lors de la Seconde Guerre mondiale. Il appartenait avant la révolution de 1917 au grand-duc de Mecklembourg-Strelitz.

## Population
| 1897  | 1959   | 1970   | 1979   |
| ----- | ------ | ------ | ------ |
| 5 300 | 27 500 | 40 000 | 43 300 |

| 1989   | 2002   | 2007   | - |
| ------ | ------ | ------ | - |
| 41 700 | 37 776 | 37 900 | - |

## Jumelage
- Mariehamn (Finlande)

## Personnalités

### Natives de Lomonossov
- Esper Oukhtomski (1861-1921), poète.
- Nikolaï Roubakine (1862-1946), écrivain.
- Charles-Michel de Mecklembourg-Strelitz (1865-1934), général.
- Igor Stravinsky (1882-1971), compositeur et chef d'orchestre.
- Anna Vyroubova (1884-1964), demoiselle de compagnie de la tsarine Alexandra, mémorialiste.
- Anton Soans (1885-1966), architecte estonien.
- Lev Arens (1890-1967), botaniste et poète.
- Nina Petrova (1893-1945), tireuse d'élite.
- Georges de Mecklembourg (1899-1963),
- Nikolaï Alexandrovitch Benois (1901-1988), décorateur de théâtre.
- Lyudmila Yegorova (1931-2009), gymnaste.
- Aleksandr Mostovoï (né en 1968), footballeur.
- Stanislav Baretsky (né en 1972), chanteur et poète.